# The Voice Kids UK
The Voice Kids UK ist eine britische Fernseh-Castingshow, die auf dem The-Voice-Konzept von John de Mol basiert und ähnlich wie The Voice Kids in Deutschland auf die Suche nach jugendlichen Gesangstalenten ausgelegt ist. Sie wurde das erste Mal am 10. Juni 2017 ausgestrahlt.
Moderiert wird die Show von Emma Willis und als Coaches sind will.i.am, Pixie Lott, Danny Jones und ab der kommenden dritten Staffel auch Jessie J verpflichtet.

## Produktion
Anfang 2016 wurde gleichzeitig mit dem Umzug The Voice UKs zum Fernsehsender ITV bekanntgegeben, der Sender habe zusätzlich zur Erwachsenenshow auch zwei Staffeln einer The Voice Kids-Version bestellt. Nach guten Einschaltquoten wurde die Show um eine dritte Staffel für 2019 verlängert.
Die offene Bewerbung für die erste Staffel endete am 2. September 2016. Um sich bewerben zu können, musste man zwischen 7 und 14 Jahren alt sein. Erste Auditions mit den Produzenten wurden ab August 2016 im ganzen Vereinigten Königreich durchgeführt und die tatsächlichen Blind Auditions wurden ab Dezember 2016 gedreht.

## Format
Es gibt insgesamt vier Phasen innerhalb der Show:
- Phase 1: Blind Auditions
- Phase 2: Battles
- Phase 3: Halbfinale
- Phase 4: Live-Finale

In der ersten Staffel erhielt der Gewinner £30.000 und eine Familienreise ins Disneyland Paris.
Im Gegensatz zur Erwachsenen-Version gibt es bei The Voice Kids keine Knockout-Runde, ebenso gibt es nur eine Liveshow, das Finale, während es bei The Voice UK drei Live-Shows gibt.

## Staffeln
Es wurden bereits drei Staffeln ausgestrahlt, eine vierte Staffel wurde angekündigt. (Stand: Juni 2020)
| Staffeln | Start         | Finale          | Gewinner       | Andere Finalisten | Andere Finalisten     | Andere Finalisten       | Andere Finalisten | Andere Finalisten | Gewinner-Coach | Moderation  | Coaches | Coaches | Coaches | Coaches    |
| Staffeln | Start         | Finale          | Gewinner       | Andere Finalisten | Andere Finalisten     | Andere Finalisten       | Andere Finalisten | Andere Finalisten | Gewinner-Coach | Moderation  | 1       | 2       | 3       | 4          |
| -------- | ------------- | --------------- | -------------- | ----------------- | --------------------- | ----------------------- | ----------------- | ----------------- | -------------- | ----------- | ------- | ------- | ------- | ---------- |
| 1        | 10. Juni 2017 | 16. Juli 2017   | Jess Folley    | Riccardo Atherton | Erin LeCount          | Courtney Hadwin         | Gina Philpot      | Jake McKechnie    | Pixie Lott     | Emma Willis | Will    | Pixie   | Danny   | kein Coach |
| 2        | 14. Juli 2018 | 21. Juli 2018   | Daniel Davies  | Lilia Slattery    | Sienna-Leigh Campbell | Yaroslav Yakubchuk      | Drew Gudojc       | Harry Romer       | Pixie Lott     | Emma Willis | Will    | Pixie   | Danny   | kein Coach |
| 3        | 8. Juni 2019  | 27. Juli 2019   | Sam Winkinson  | Lil Shan Shan     | Keira Laver           | Gracie-Jayne Fitzgerald | /                 | /                 | Danny Jones    | Emma Willis | Will    | Jessie  | Pixie   | Danny      |
| 4        | 11. Juli 2020 | 29. August 2020 | Justine Afante | Victoria Alsina   | Dara McNicholl        | George Elliott          | /                 | /                 | Pixie Lott     | Emma Willis | Will    | Paloma  | Pixie   | Danny      |

## Coaches
Am 15. November 2016 wurde bekannt gegeben, dass neben will.i.am auch Pixie Lott und Danny Jones von McFly als Coaches in der ersten Staffel wirken würden.
Im Dezember 2018 wurde bestätigt, dass neben den drei vorigen Coaches auch Jessie J in der dritten Staffel als Coach verpflichtet sein wird. Für die vierte Staffel wird Jessie durch Paloma Faith ersetzt.
| Staffel | Jahr | Coaches   | Coaches    | Coaches     | Coaches      |
| ------- | ---- | --------- | ---------- | ----------- | ------------ |
| 1       | 2017 | will.i.am | Pixie Lott | Danny Jones |              |
| 2       | 2018 | will.i.am | Pixie Lott | Danny Jones |              |
| 3       | 2019 | will.i.am | Pixie Lott | Danny Jones | Jessie J     |
| 4       | 2020 | will.i.am | Pixie Lott | Danny Jones | Paloma Faith |

Coaches
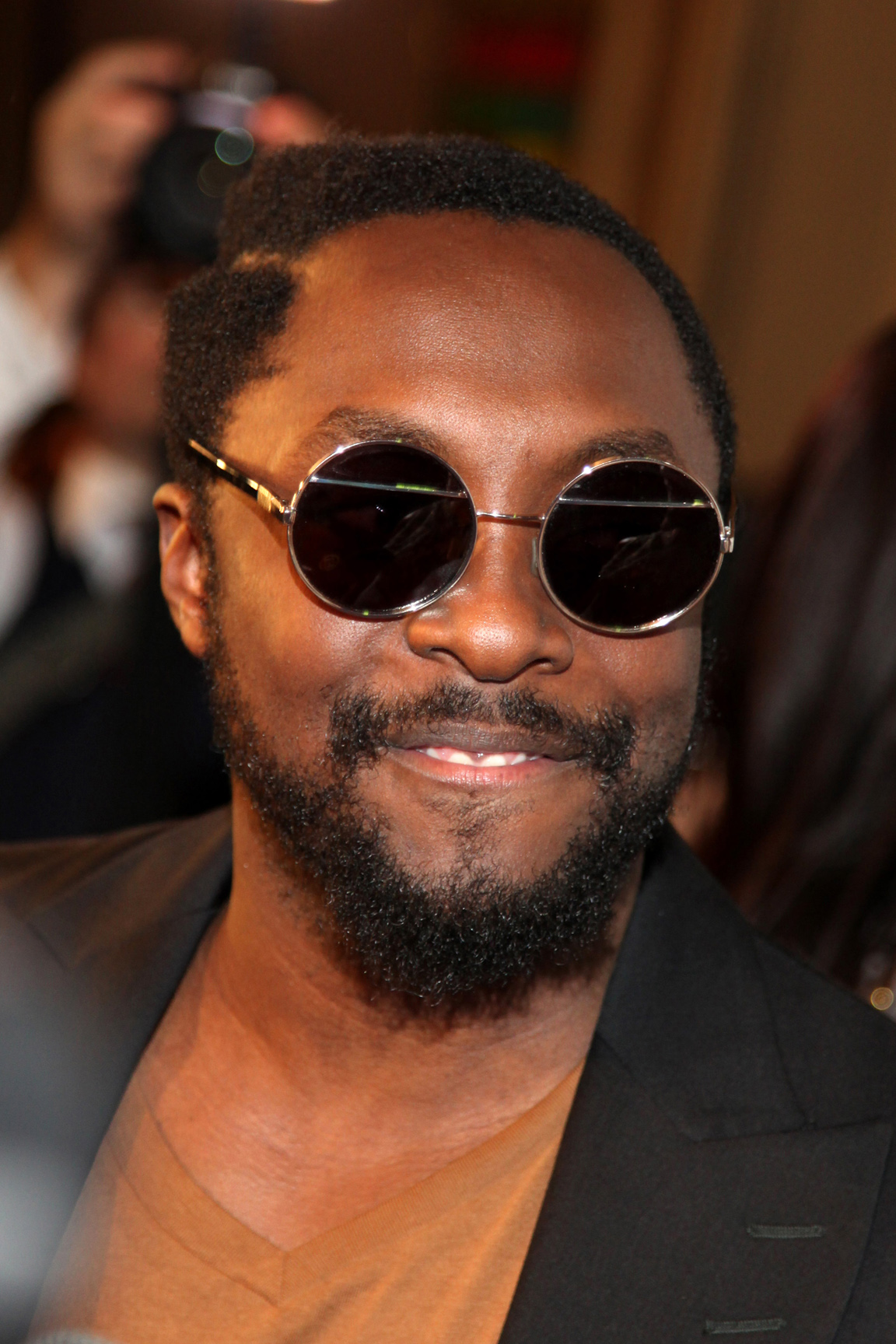
will.i.am
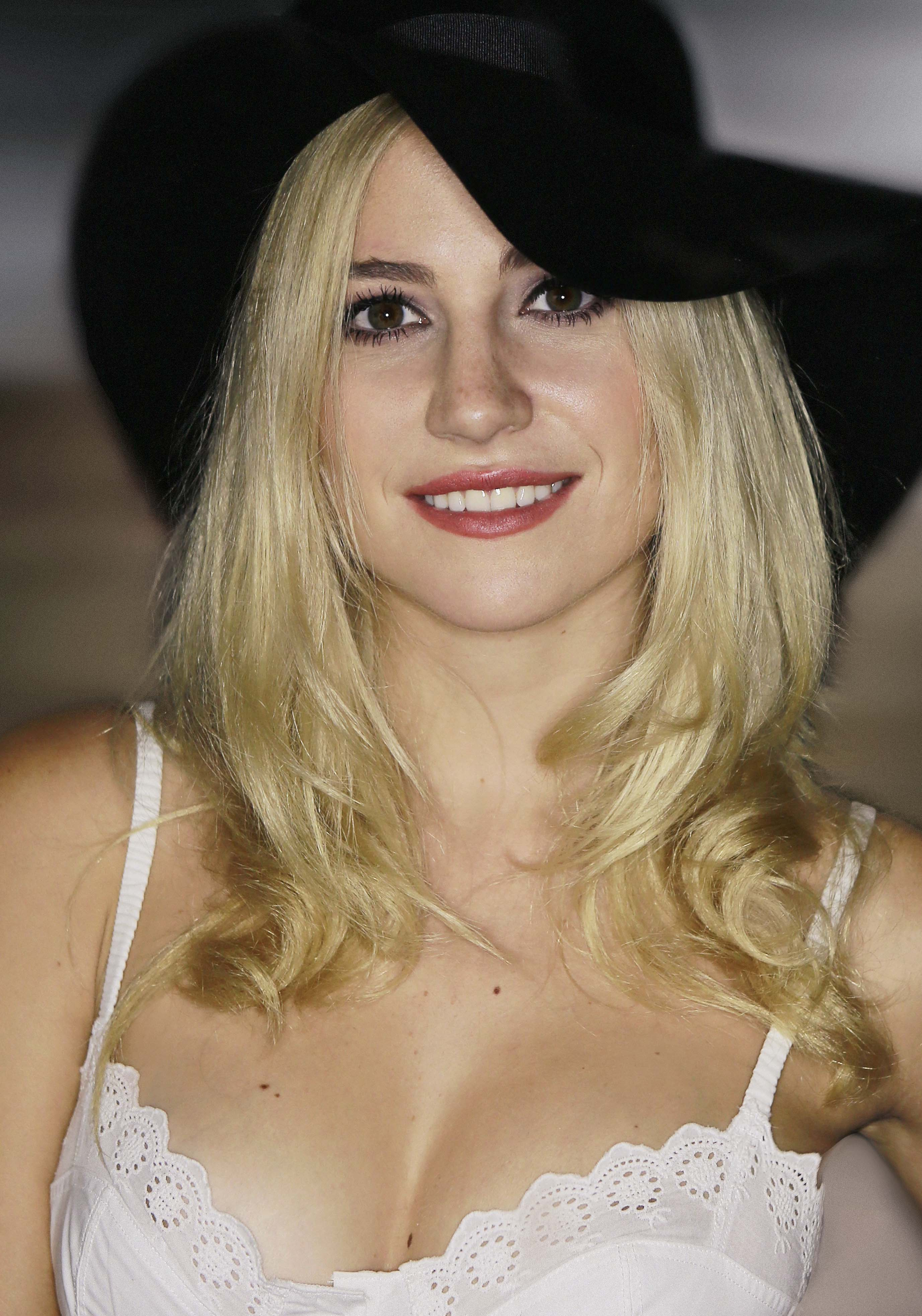
Pixie Lott
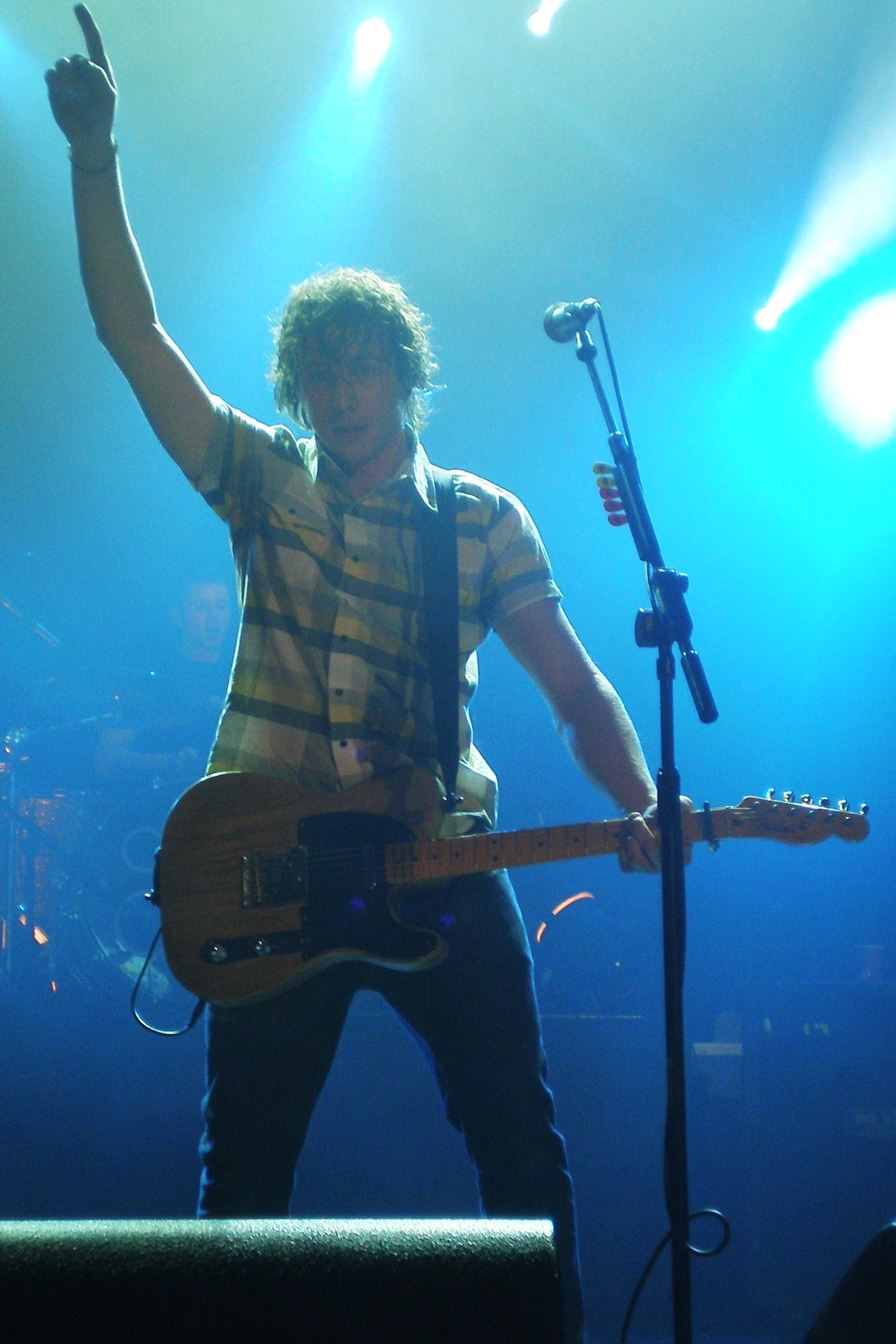
Danny Jones
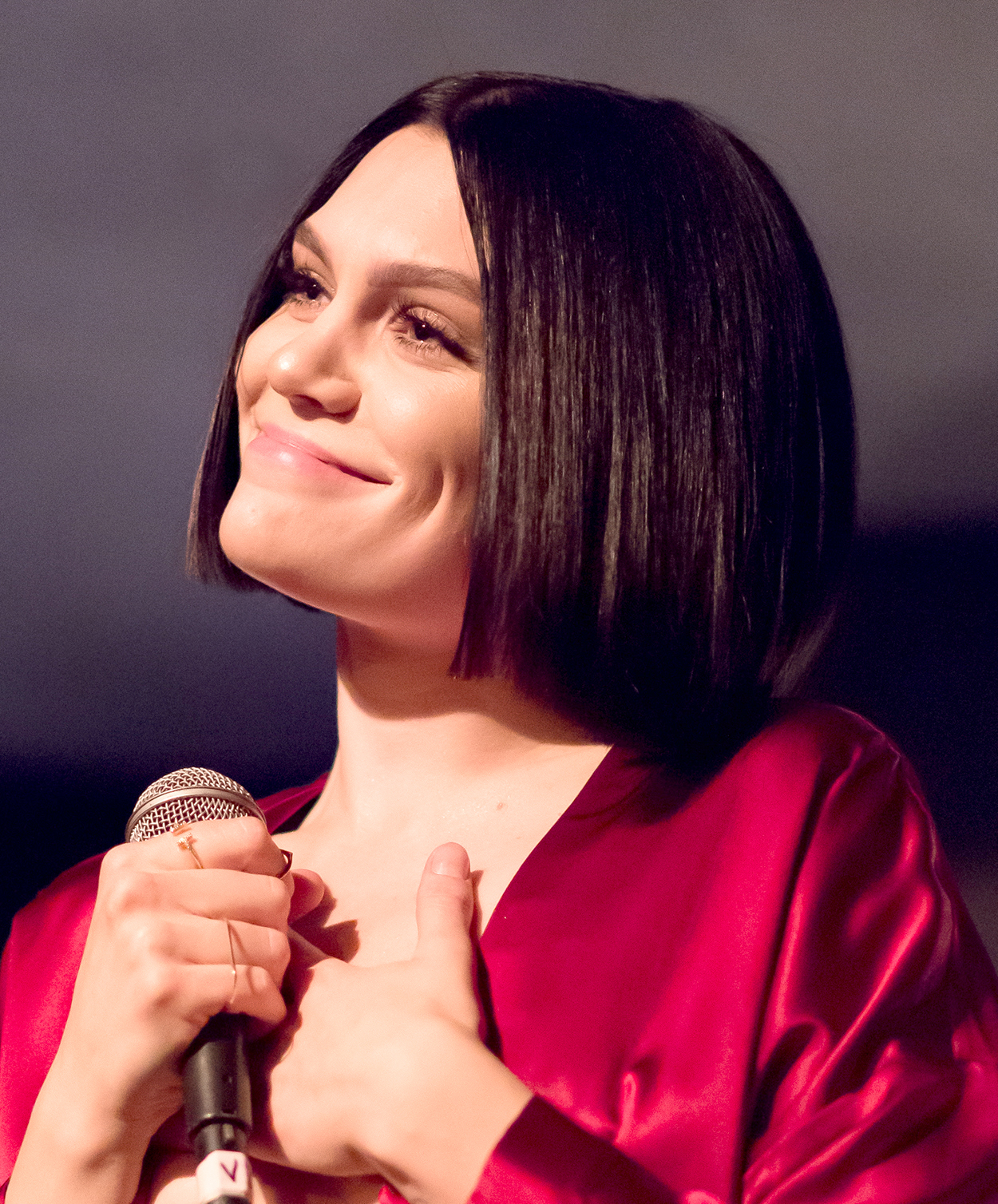
Jessie J
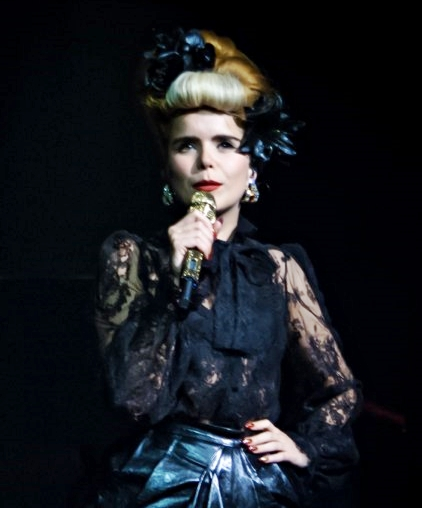
Paloma Faith
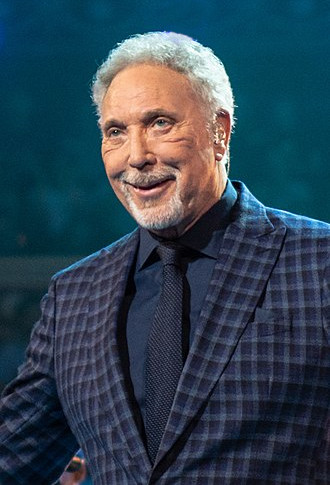
Tom Jones